# Doru lineare
Doru lineare är en tvestjärtart som först beskrevs av Johann Friedrich von Eschscholtz 1822.  Doru lineare ingår i släktet Doru och familjen hjärtfottvestjärtar. Inga underarter finns listade i Catalogue of Life.